# Alive and Feeling Fine
Alive and Feeling Fine es el segundo álbum de estudio del DJ belga y productor discográfico Lost Frequencies. Se lanzó el 4 de octubre de 2019 a través de Found Frequencies, Mostiko Records y Armada Music. La producción discográfica se compone de dos partes, la primera contiene las ocho pistas lanzadas por el DJ desde su canción «Crazy» de 2017, junto a nuevas canciones, mientras que la segunda parte contiene principalmente remixes.

## Antecedentes y título
El 15 de septiembre de 2019, Lost Frequencies anunció a través de Instagram la fecha de lanzamiento del álbum, y también publicó una foto de su portada. El 30 de septiembre, indicó que lanzaría simultáneamente su álbum junto al sencillo «Before Today» con Natalie Slade. Según Lost Frequencies, el nombre del álbum se inspiró en la letra "Estoy vivo y me siento bien" de la canción «Sun Is Shining», que se lanzó en agosto de 2019. El DJ también indicó el presencia de una colaboración, con su novia que hizo la voz en «Sweet Dreams».

## Lista de canciones
| 'Alive and Feeling Fine Disco 1 |                                                  | |                               |          |  |
| N.º                             | Título                                           | Escritor(es) | Director(es)                  | Duración |  |
| 1.                              | «Sun Is Shining»                                 | Felix de Laet y J.J. Grey                                                                                        | Lost Frequencies              | 3:09     |  |
| 2.                              | «Truth Never Lies» (con Aloe Blacc)              | de Laet, Aloe Blacc y Michael James Ryan                                                                         | Lost Frequencies              | 3:11     |  |
| 3.                              | «Crazy» (con Zonderling)                         | de Laet, Allan Eshuijs, David Benjamin, Gia Koka, Jaap "Zonderling" de Vries y Martijn "Zonderling" van Sonderen | Lost Frequencies y Zonderling | 2:33     |  |
| 4.                              | «Beat of My Heart» (con Love Harder)             | de Laet y William Simister                                                                                       | Lost Frequencies              | 3:03     |  |
| 5.                              | «Black & Blue» (con Mokita)                      | de Laet y John-Luke Carter                                                                                       | Lost Frequencies              | 2:42     |  |
| 6.                              | «Recognise» (con FLYNN)                          | de Laet y Darren Flynn                                                                                           | Lost Frequencies              | 3:06     |  |
| 7.                              | «Sweet Dreams»                                   | de Laet, Andres Algaba y Audrey Janssens                                                                         | Lost Frequencies              | 3:06     |  |
| 8.                              | «Like I Love You» (con The NGHBRS)               | de Laet, Hannah Wilson y Griffin Fornell                                                                         | Lost Frequencies              | 3:10     |  |
| 9.                              | «Lost Like Us» (con Throttle con Kyla La Grange) | de Laet, Kyla La Grange y Robert Bergin                                                                          | Lost Frequencies y Thtottle   | 4:10     |  |
| 10.                             | «Melody» (con James Blunt)                       | de Laet, James Blunt, Ammar Malik y Steve Mac                                                                    | Lost Frequencies y Steve Mac  | 2:29     |  |
| 11.                             | «Paninaro»                                       | Neil Tennant y Christopher Lowe                                                                                  | Lost Frequencies              | 2:38     |  |
| 12.                             | «Before Today» (con Natalie Slade)               | de Laet, Natalie Slade y Rory Garton-Smith                                                                       | Lost Frequencies              | 4:57     |  |
| 13.                             | «Siente Me» (con Calavera & Manya)               | de Laet | Lost Frequencies              | 5:17     |  |

| Alive and Feeling Fine Disco 2 |                                                                                             | |                                                     |          |  |
| N.º                            | Título                                                                                      | Escritor(es) | Director(es)                                        | Duración |  |
| 14.                            | «Like I Love You» (Live Intro Edit) (con The NGHBRS)                                        | de Laet, Hannah Wilson y Griffin Fornell                                                                         | Lost Frequencies                                    | 4:44     |  |
| 15.                            | «Sun Is Shining» (Deluxe Mix)                                                               | Felix de Laet y J.J. Grey                                                                                        | Lost Frequencies                                    | 3:07     |  |
| 16.                            | «Recognise» (Deluxe Mix) (con FLYNN)                                                        | de Laet y Darren Flynn                                                                                           | Lost Frequencies                                    | 4:21     |  |
| 17.                            | «In and Out of Love» (Lost Frequencies 2.0 Remix) (by Armin van Buuren con Sharon den Adel) | Armin van Buuren, Benno de Goeij y Sharon den Adel                                                               | Armin van Buuren, Benno de Goeij y Lost Frequencies | 4:34     |  |
| 18.                            | «Chan Chan»                                                                                 | Máximo Francisco Repilado Muñoz                                                                                  | Lost Frequencies y Ry Cooder                        | 3:40     |  |
| 19.                            | «Melody» (Two Pauz 'Sognare' Vocal Mix) (con James Blunt)                                   | de Laet, James Blunt, Ammar Malik y Steve Mac                                                                    | Lost Frequencies, Steve Mac y Two Pauz              | 3:56     |  |
| 20.                            | «Crazy» (Tomorrowland Intro Mix) (con Zonderling)                                           | de Laet, Allan Eshuijs, David Benjamin, Gia Koka, Jaap "Zonderling" de Vries y Martijn "Zonderling" van Sonderen | Lost Frequencies y Zonderling                       | 4:07     |  |
| 21.                            | «American Boy» (Lost Frequencies Remix) (by Estelle con Kanye West)                         | Estelle Swaray, Kanye West y William Adams                                                                       | will.i.am y Lost Frequencies                        | 4:00     |  |
| 22.                            | «In the Shadows» (Lost Frequencies Delixe Mix) (con The Rasmus)                             | Lauri Ylönen, Aki Hakala, Eero Heinonen y Pauli Rantasalmi                                                       | Lost Frequencies, Martin Hansen y Mikael Nord       | 3:32     |  |
| 23.                            | «Are You con Me» (Tomorrowland 2019 Outro Mix)                                              | Terry McBride, Tommy Lee James y Shane McAnally                                                                  | Lost Frequencies                                    | 4:15     |  |
| 56:40                          |                                                                                             | |                                                     |          |  |